# Company of Heroes Online
Company of Heroes Online — компьютерная игра в жанре MMORTS, совместно разрабатываемая компаниями Relic Entertainment и Shanda для платформы Windows. Игра издана в 2010 году компанией Windysoft в Южной Корее и компанией Shanda в Китае.
Company of Heroes Online будет полностью непрерывной кампанией Company of Heroes. Игроки будут создавать своих персонажей, от рядового до генерала, участвуя в новых многопользовательских кооперативных миссиях, игровых режимах и PvP-схватках на полях сражений Второй мировой войны.
Последний патч вышел 16 декабря 2010 года. На данный момент игра имеет версию 3.10090.0.4441. Разработчики заявили, что 31 марта 2011 года открытое бета-тестирование игры будет прекращено.

## Игровой процесс
Игроку предлагается создать персонажа, который будет либо союзническим командиром, либо командиром вермахта.
У каждой стороны есть три разных типа командиров. Отличия их состоят в наборе специальных способностей, которыми игрок сможет пользоваться во время игры. Например, у воздушного командира (Союзники) есть возможность разведать любую часть карты и сбросить туда десант. У каждого командира может быть только 5 различных способностей, из 10 предложенных на выбор. Эти способности можно улучшать.
Помимо способностей командира, игрок может выбирать и другие бонусы, которые кажутся ему полезными. К примеру, существует бонус, делающий отряды пулемётчиков немного точнее. Выбор таких бонусов достаточно велик, а получать их можно либо по результатам онлайн-сражения, либо покупая за реальные деньги.

## Закрытие проекта
После оценки финансовых вложений и потерь, компания THQ приняла решение окончательно закрыть MMO-стратегию Company of Heroes Online. С сентября 2010 года игра находилась в стадии бета-тестирования, но за длительное время не смогла собрать достаточно игроков. Разработчики заявили о прекращении тестирования 31 марта 2011, после чего игра навсегда будет закрыта. Официального релиза проекта не состоялось. Для каждого участника бета-теста предусмотрено поощрение в виде скидки на Company of Heroes: Gold Edition, которое включает в себя Company of Heroes и официальное дополнение Company of Heroes: Opposing Fronts.